# Voerendaalse Molenbeek
De Voerendaalse Molenbeek of kortweg Molenbeek is een zijbeek op de rechteroever van de Hoensbeek bij Voerendaal in het zuiden van de Nederlandse provincie Limburg. De beek stroomt in het verlengde van de Dammerscheiderbeek en begint ter hoogte van de verdwenen Voerendaalse Molen, waar ze oorspronkelijk ontstond uit de samenvloeiing van de Dammerscheiderbeek en de beek "de Sprong". Het water dreef eertijds de Puttersmolen aan. Voorbij deze eveneens verdwenen molen mondt de beek uit in de Hoensbeek. Delen van de beek door de kern van Voerendaal zijn in de 20e eeuw overkluisd.